# Anna Maria Ferrero

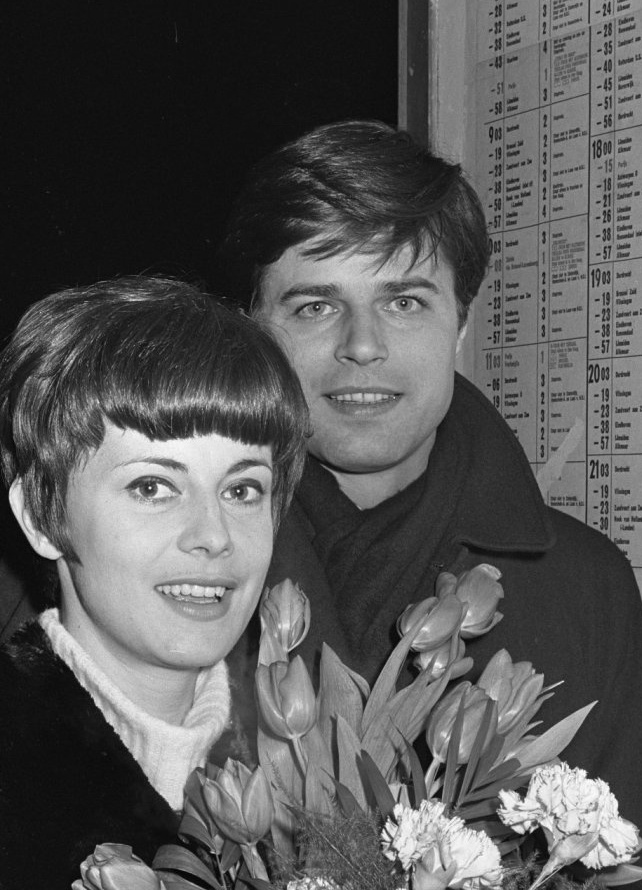
Anna Maria Ferrero mit ihrem Mann Jean Sorel (1966)

Anna Maria Ferrero (* 18. Februar 1934 in Rom; † 21. Mai 2018 in Paris; gebürtig Anna Maria Guerra) war eine italienische Schauspielerin.

## Leben
Ferrero kam kurz nach ihrem Schulabschluss als Entdeckung von Claudio Gora bereits 1949 zum Film und spielte meist größere Rollen in Dramen, Melodramen, Historienfilmen und Liebesfilmen, seltener in Komödien.
Nach einer schauspielerischen Ausbildung durch Teresa Franchini 1953/54 spielte sie auch auf der Bühne bei der Schauspieltruppe von Vittorio Gassman. Sie agierte in Stücken wie Hamlet und Kean und hatte 1958/59 Erfolg in der Titelrolle des Musicals Irma La Douce.
Im Jahr 1962 heiratete sie den französischen Schauspieler Jean Sorel und gab bald darauf ihre eigene schauspielerische Laufbahn auf.

## Filmografie (Auswahl)
- 1951: Engel oder Sünderin? (Le due verità)
- 1951: Morgen ist ein anderer Tag (Domani è un altro giorno)
- 1951: Der verbotene Christus (Il Cristo proibito)
- 1952: Die Stumme von Portici (La muta di Portici)
- 1953: Die Lust des Bösen (Febbre di vivere)
- 1953: Untreue (Le infedeli)
- 1953: Kinder unserer Zeit (I vinti)
- 1953: Römischer Reigen (Villa Borghese)
- 1953: Verdi, ein Leben in Melodien (Giuseppe Verdi)
- 1954: Chronik armer Liebesleute (Cronache di poveri amanti)
- 1954: Begegnung in Rom (Una parigina a Roma)
- 1955: Geständnisse einer Frau (La vedova X)
- 1956: Genie und Wahnsinn (Kean)
- 1956: Die schwarzen Ritter von Borgofort (Giovanni dalle bande nere)
- 1956: Der goldene Falke (Il falco d'oro)
- 1956: Krieg und Frieden (War and Peace)
- 1957: Der Sohn des Scheik (Los amantes del desierto)
- 1957: Die große Sünde (Suprema confessione)
- 1958: Rebell ohne Gnade (Capitan Fuoco)
- 1959: Wir von der Straße (La notte brava)
- 1959: Überraschungen in der Liebe (Le sorprese dell'amore)
- 1960: Der Bucklige von Rom (Il gobbo)
- 1960: Der Meistergauner (Il mattatore)
- 1960: Austerlitz – Glanz einer Kaiserkrone (Austerlitz)
- 1960: Gefährliche Nächte (I delfini)
- 1961: Fracasse, der freche Kavalier (Le capitaine Fracasse)
- 1962: Die vier Tage von Neapel (Le quattro giornate di Napoli)